# Diane Lane
Diane Lane  (n. 22 ianuarie 1965, New York City) este o actriță americană.

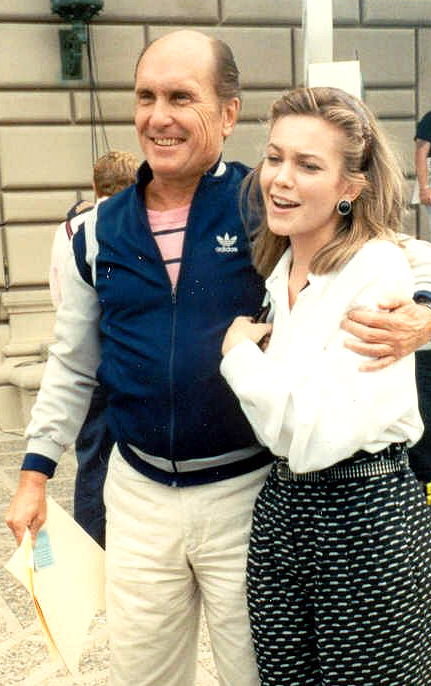
Diane Lane, alături de Robert Duvall

## Biografie
Diane s-a născut la New York City. Mama ei, Colleen Leigh Farrington, a fost  cântăreță într-un club de noapte și a apărut în Playboy (Miss Octombrie 1957). Tatăl ei, Burton Eugene Lane, a fost profesor de dramă și a condus un curs de actorie cu John Cassavetes, a lucrat ca șofer de taxi și, mai târziu, a predat științe umaniste la City College.cCând Lane avea 13 zile, părinții ei s-au despărțit. Mama ei a plecat în Mexic și a obținut divorțul, păstrând custodia fiicei până la vârsta de șase ani. Tatăl ei a primit custodia după ce mama ei s-a mutat în statul ei natal, Georgia.
Când Diane avea 15 ani, ea și-a declarat independența față de tatăl ei și a zburat în Los Angeles pentru o săptămână împreună cu actorul și prietenul Christopher Atkins. Mai târziu ea a spus: "A fost un comportament nesăbuit care a provenit din prea multă independență prea de tânără". S-a întors la New York și s-a mutat cu familia unui prieten, plătindu-le chirie. În 1981, s-a înscris la liceu după ce a luat cursuri prin corespondență. Mama Dianei a răpit-o și a dus-o înapoi în Georgia. Diane și tatăl ei au dat-o în judecată și după șase  săptămâni s-a întors la  New York. Diane nu a mai vorbit cu mama ei trei ani, însă în cele din urmă s-au împăcat.

### Cariera
Bunica Dianei, Eleanor Scott, a fost un predicator penticostal iar Diane a fost influențată teatral de calitatea demonstrativă a predicilor bunicii ei. Diane a început să joace la vârsta de șase ani la "La MaMa Experimental Theatre Club" din New York, unde a apărut într-o producție Medea. La 12 ani a avut un rol în producția lui Joseph Papp, Livada de vișini cu Meryl Streep și Irene Worth. În acest moment, Diane era înscrisă într-un program accelerat la Colegiul Hunter; totuși, notele ei au suferit din cauza programului ei aglomerat. La 13 ani, ea a refuzat un rol în musicalul Runaways la Broadway pentru a-și face debutul în film alături de Laurence Olivier în Mica romanță (A Little Romance). Ea a fost lăudată de Olivier, care a declarat-o "Noua Grace Kelly". În acea perioadă Diane a apărut pe coperta revistei Time.
La începutul anilor 1980, Diane a făcut o tranziție de succes de la actorul-copil la rolurile de adult. În 1981 a fost distribuită în filmul lui Lamont Johnson, Cattle Annie and Little Britches ea în rolul Little Britches iar Amanda Plummer în rolul său de debut, Cattle Annie. Performanțele Dianei au apărut odată cu adaptarea romanelor lui S.E. Hinton, adaptate și regizate de Francis Ford Coppola: The Outsiders și Rumble Fish, ambele în 1983. Ambele filme au avut o distribuție memorabilă de tineri actori care vor deveni de primă importanță în următorii zece ani: Tom Cruise, Rob Lowe, C. Thomas Howell, Emilio Estevez, Patrick Swayze, Mickey Rourke, Nicolas Cage și   Matt Dillon.
Totuși, două filme care ar fi trebuit s-o ridice la statutul de stea, Streets of Fire (ea a refuzat Splash și Risky Business pentru acest film) și The Cotton Club, au fost atât eșecuri comerciale cât și de critică iar cariera ei a stagnat. După The Cotton Club, Diane a renunțat la film și a trăit împreună cu mama ei în Georgia.Potrivit actriței, "nu am fost prea aproape de mama mea mult timp, așa că am făcut o mulțime de teme de făcut. A trebuit să ne reparăm relația pentru că am vrut-o pe mama înapoi".
Diane a revenit la actorie pentru a apărea în The Big Town și Lady Beware, dar ea nu a mai produs o mare impresie până la populara miniserie din 1989 Lonesome Dove, când a fost nominalizată la un premiu Emmy pentru rolul ei. A fost foarte aproape să fie distribuită în rolul Vivian Ward din filmul de succes Pretty Woman, dar din cauza programului nu a putut să-și asume rolul. Aparent, costumele au fost făcute pentru a i se potrivi Dianei, înainte ca rolul să ajungă la Julia Roberts. Diane a primit recenzii pozitive pentru rolul ei din filmul My New Gun, care a fost bine primit la Festivalul de Film de la Cannes. A jucat rolul actriței Paulette Goddard în filmul Chaplin regizat de Richard Attenborough în 1992. În următorii șapte ani, Diane a jucat în zece filme, printre care și 'Jack i Judge Dredd. Abia în 1999, Diane și-a câștigat recunoașterea pentru rolul din A Walk on the Moon.
În 2000, Diane a avut un rol secundar în The Perfect Storm. În 2002, ea a jucat în filmul Unfaithful, o dramă regizată de Adrian Lyne și adaptată după filmul francez "La Femme infidèle". Diane a jucat rolul unei soții casnice care are o aventură cu un misterios vânzători de cărți. Unfaithful a primit recenzii mixte, deși Diane a câștigat laude pe scară largă pentru performanța ei. Pe lângă alte premii ea a primit și nominalizări la Premiul Oscar și la Globul de Aur. După Unfaithful, Diane a fost distribuită în Under the Tuscan Sun, un film bazat pe cartea lui Frances Mayes și pentru care Diane a câștigat o nominalizare la Globul de Aur. Au urmat roluri în filmele Fierce People, Must Love Dogs și  Hollywoodland.

## Filmografie
| Anul | Titlu                                      | Rol                             | Note |
| ---- | ------------------------------------------ | ------------------------------- | --- |
| 1979 | Mică romanță                               | Lauren King                     | Youth in Film Award for Best Juvenile Actress in a Motion Picture |
| 1980 | Touched by Love (aka To Elvis, with Love ) | Karen                           | Youth in Film Award for Best Juvenile Actress in a Motion Picture |
| 1981 | Great Performances                         | Charity Royall                  | TV series; Episode: "Summer" |
| 1981 | Ladies and Gentlemen, The Fabulous Stains  | Corinne Burns                   | |
| 1981 | Cattle Annie and Little Britches           | Jenny "Little Britches" Stevens | |
| 1981 | Child Bride of Short Creek                 | Jessica Rae Jacobs              | TV film |
| 1982 | National Lampoon Goes to the Movies        | Liza                            | |
| 1982 | Six Pack                                   | Breezy                          | |
| 1982 | Miss All-American Beauty                   | Sally Butterfield               | TV film |
| 1983 | The Outsiders                              | Sherri 'Cherry' Valance         | |
| 1983 | Rumble Fish                                | Patty                           | Nominated – Youth in Film Award for Best Juvenile Actress in a Motion Picture |
| 1984 | Streets of Fire                            | Ellen Aim                       | |
| 1984 | The Cotton Club                            | Vera Cicero                     | |
| 1987 | Lady Beware                                | Katya Yarno                     | |
| 1987 | The Big Town                               | Lorry Dane                      | |
| 1988 | Priceless Beauty                           | China                           | |
| 1988 | Lonesome Dove                              | Lorena Wood                     | TV Miniseries; 4 episodes Nominated—Primetime Emmy Award for Outstanding Lead Actress in a Miniseries or a Movie |
| 1990 | Vital Signs                                | Gina Wyler                      | |
| 1990 | Descending Angel                           | Irina Stroia                    | TV film |
| 1992 | Knight Moves                               | Kathy Sheppard                  | |
| 1992 | My New Gun                                 | Debbie Bender                   | |
| 1992 | The Setting Sun                            | Lian Hong                       | |
| 1992 | Chaplin                                    | Paulette Goddard                | |
| 1993 | Indian Summer                              | Beth Warden                     | |
| 1993 | Fallen Angels                              | Bernette Stone                  | TV series; Episode: 'Murder, Obliquely' |
| 1994 | Oldest Living Confederate Widow Tells All  | Lucy Honicut Marsden            | TV film |
| 1995 | A Streetcar Named Desire                   | Stella Kowalski                 | TV film |
| 1995 | Judge Dredd                                | Judge Hershey                   | |
| 1996 | Sălbaticul Bill                            | Susannah Moore                  | |
| 1996 | Jack                                       | Karen Powell                    | |
| 1996 | Mad Dog Time (aka Trigger Happy (UK))      | Grace Everly                    | |
| 1997 | The Only Thrill                            | Katherine Fitzsimmons           | |
| 1997 | Murder at 1600                             | Agent Nina Chance               | |
| 1998 | Gunshy                                     | Melissa                         | |
| 1998 | Grace & Glorie                             | Gloria                          | TV film |
| 1999 | A Walk on the Moon                         | Pearl Kantrowitz                | Nominated—Independent Spirit Award for Best Female Lead Nominated—Las Vegas Film Critics Society Award for Best Actress |
| 2000 | My Dog Skip                                | Ellen Morris                    | |
| 2000 | The Virginian                              | Molly Stark                     | TV film |
| 2000 | The Perfect Storm                          | Christina Cotter                | |
| 2001 | The Glass House                            | Erin Glass                      | |
| 2001 | Hardball                                   | Elizabeth Wilkes                | |
| 2002 | Unfaithful                                 | Connie Sumner                   | National Society of Film Critics Award for Best Actress New York Film Critics Circle Award for Best Actress Satellite Award for Best Actress - Motion Picture Drama Nominated—Academy Award for Best Actress Nominated—Broadcast Film Critics Association Award for Best Actress Nominated—Chicago Film Critics Association Award for Best Actress Nominated—Golden Globe Award for Best Actress - Motion Picture Drama Nominated—Online Film Critics Society Award for Best Actress Nominated—Phoenix Film Critics Society Award for Best Actress Nominated—Screen Actors Guild Award for Outstanding Performance by a Female Actor in a Leading Role Nominated—Vancouver Film Critics Circle Award for Best Actress |
| 2003 | Sub soarele Toscanei                       | Frances                         | Nominated—Golden Globe Award for Best Actress - Motion Picture Musical or Comedy Nominated—Satellite Award for Best Actress - Motion Picture Musical or Comedy |
| 2005 | Fierce People                              | Liz Earl                        | |
| 2005 | Must Love Dogs                             | Sarah Nolan                     | |
| 2006 | Hollywoodland                              | Toni Mannix                     | |
| 2008 | Untraceable                                | Jennifer Marsh                  | |
| 2008 | Jumper                                     | Mary Rice                       | |
| 2008 | Nights in Rodanthe                         | Adrienne Willis                 | |
| 2009 | Killshot                                   | Carmen Colson                   | |
| 2010 | Secretariat                                | Penny Chenery                   | |
| 2011 | Cinema Verite                              | Pat Loud                        | TV film Nominated—Primetime Emmy Award for Outstanding Lead Actress in a Miniseries or a Movie Nominated—Satellite Award for Best Actress – Miniseries or Television Film Nominated—Golden Globe Award for Best Actress – Miniseries or Television Film Nominated—Screen Actors Guild Award for Outstanding Performance by a Female Actor in a Miniseries or Television Movie |
| 2013 | Man of Steel                               | Martha Kent                     | |
| 2013 | Hillary                                    | Hillary Rodham Clinton          | TV film |
| 2014 | Every Secret Thing                         | Helen Manning                   | Post-production |
| 2016 | Untitled Batman/Superman Film              | Martha Kent                     | |